# Tramonto a nord ovest
Tramonto a nord ovest è un film del 2023 diretto da Luisa Porrino.

## Distribuzione
Il film è stato presentato in antemprima a Torino il 3 luglio 2023 e distribuito nelle sale cinematografiche italiane il 6 luglio seguente.